# Ellen Winther
Ellen Winther Lembourn (nata Ellen Sørensen; Aarhus, 11 agosto 1933 – Copenaghen, 13 agosto 2011) è stata una cantante danese.
Ellen Winther debuttò la sua carriera come cantante lirica al Teatro Reale di Copenaghen nel 1957, dove lavorò per 30 anni.
Nel 1962, Winther vinse la competizione danese per partecipare all'Eurovision Song Contest 1962 con la canzone Vuggevise ("Nana"), con la quale partecipò alla competizione in Lussemburgo il 18 marzo.. Vuggevise arrivò in decima posizione su un totale di 16 partecipanti.
Winther divenne popolare presso il pubblico danese per via delle sue numerose apparizioni televisive e al cinema, oltre che come cantante lirica. Nel 1983 fu decorata dell'Ordine del Dannebrog per il suo contributo alle arti in Danimarca.